# Leucania abbas
Leucania abbas là một loài bướm đêm trong họ Noctuidae.